# Брера (квартал Милана)

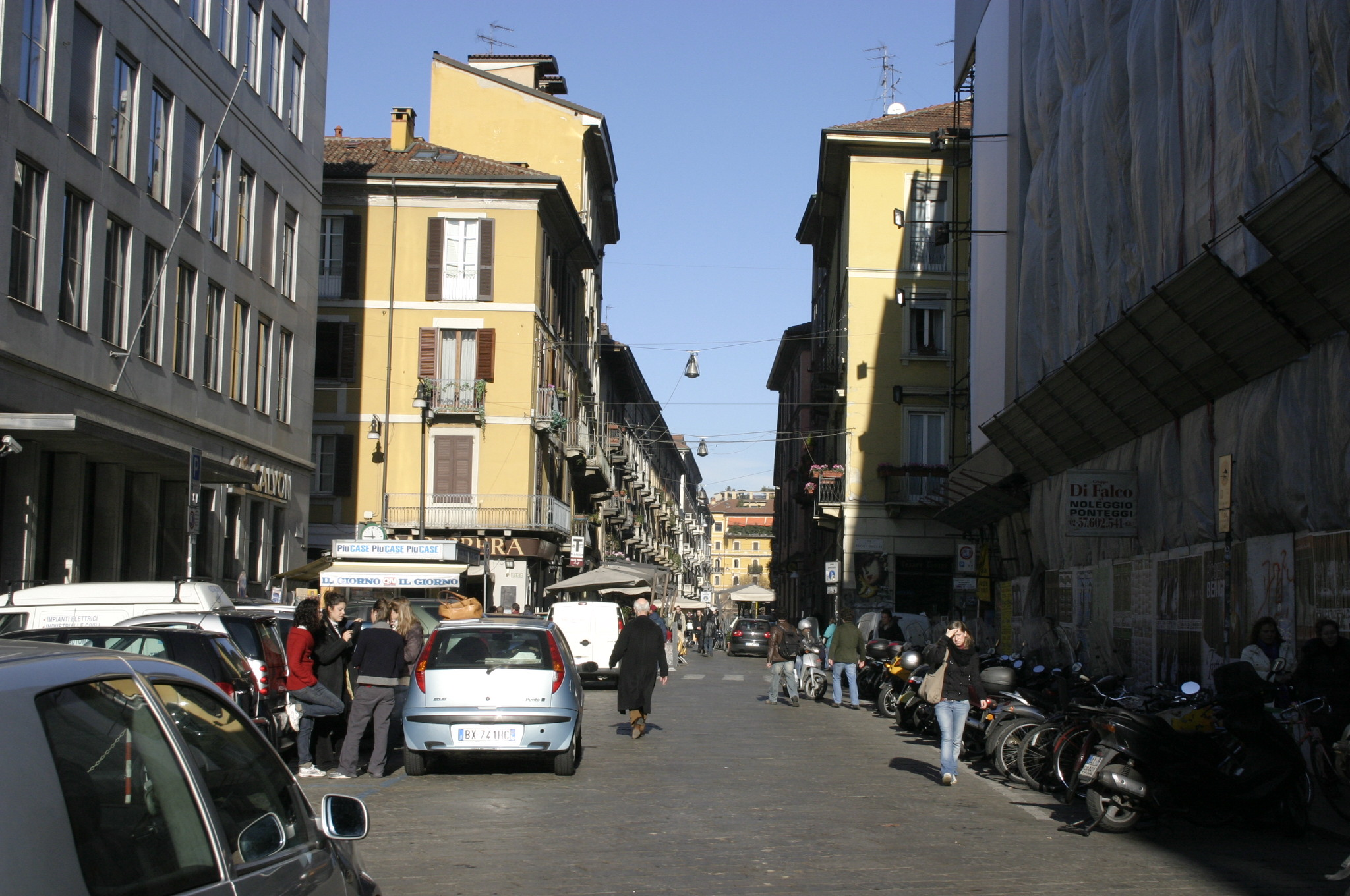
Улица Брера, главная улица квартала

Брера (итал. Brera) — квартал Милана, расположенный в городском районе зона 1 — историческом центре города.
Название квартала происходит от средневекового итальянского слова «braida» или «brera», восходящего к лангобардскому «brayda» (часто переводимому на латынь как «praedium»), что означает «земля, очищенная от деревьев». Корень слова тот же, что и у названия голландского города Бреда и английского слова «broad».
Примерно около 900 года район Брера был расположен непосредственно у городских стен Милана. Квартал чётко очерчен улицами Понтаччио, Фатебенефрателли, Дей Джардини, Монте ди Пьета, Понте Ветеро и Меркато.
В этом квартале находятся Академия Брера и Пинакотека Брера, что способствовало созданию своеобразной богемной атмосферы, благодаря чему квартал Брера иногда называют «миланским Монмартром». Академия и пинакотека находятся в главном историческом здании района — Дворце Брера, в этом же здании находятся астрономическая обсерватория, Национальная библиотека и Ломбардский институт науки и литературы, а возле здания — главный ботанический сад Милана. Брера является одним из самых популярных районов Милана в части «ночной жизни», здесь находится много антикварных и художественных магазинов, уличные рынки и другое.
С 1998 по 2002 год писатель Паоло Брера издавал журнал Brera, посвященный жизни квартала, с которым сотрудничал ряд итальянских журналистов, искусствоведов и писателей.